# Lac Tambococha
Le lac Tambococha est un lac au Pérou situé dans la région de Huanuco, province de Lauricocha, à la frontière des districts Cauri et Jesús. Il se trouve entre la montagne Pinculloc au nord-ouest et Canchamachay au sud-est. 
Tampuqucha est situé près d'une route inca et près du site archéologique de Tunsukancha (ou Tunsunkancha).  

## Voir également
- la liste des lacs du Pérou